# گلی عامری
«گلی یزدی» متولد ۴ مهر ۱۳۳۵ (۲۶ سپتامبر ۱۹۵۶) در تهران است. او سیاستمدار و تاجر ایرانی مقیم آمریکا است. در پرتلند ایالت اورگن آمریکا زندگی می‌کند و دو فرزند دارد. او بنیانگذار و رئیس اجرایی شرکت «مشارکت جهانی» (Global Engagement) است که هدف آن تقویت علائق و اهداف مشترک میان آمریکا و دیگر کشورهای جهان است. وی، معاون دبیرکل سابق دفتر ارزشهای انسانی و دیپلماسی صلیب سرخ و هلال احمر و مدیر کل سابق (معاونت وزیر) امور آموزشی و فرهنگی وزارت امور خارجه ایالات متحده آمریکا بوده‌است. در سال ۲۰۰۴، به عنوان یک جمهوریخواه وارد مجلس نمایندگان آمریکا شد؛ در دوره جورج دابلیو بوش، به عنوان یکی از اعضای هیئت سه نفرهٔ آمریکا در شصت و یکمین نشست کمیسیون حقوق بشر سازمان ملل متحد حضور داشت و سپس به عنوان نماینده آمریکا در سازمان ملل متحد تا ۲۶ می ۲۰۰۶ فعالیت کرد.
.

## زندگی‌نامه
عامری متولد ۲۶ سپتامبر ۱۹۵۶ (میلادی) برابر با چهارم مهر ۱۳۳۵ خورشیدی در تهران است.و دانش‌آموخته دانشگاه استنفورد و دانشگاه پاریس سوربون است و عضو حزب جمهوری خواهان آمریکا است.
پیش تر از این، گلی عامری در سال ۲۰۰۵ از سوی جرج دابلیو بوش به عنوان یکی از اعضای هیئت سه نفرهٔ آمریکا در شصت و یکمین نشست کمیسیون حقوق بشر سازمان ملل متحد معرفی شده بود. عامری به سمت دستیار امور آموزشی و فرهنگی وزارت امور خارجه آمریکا منصوب شد. این دفتر زیر نظر ستاد کارکنان ریاست جمهوری ایالات متحده آمریکا قرار دارد.
وی اهل پرت‌لند در اورگن بود.

## نگارخانه

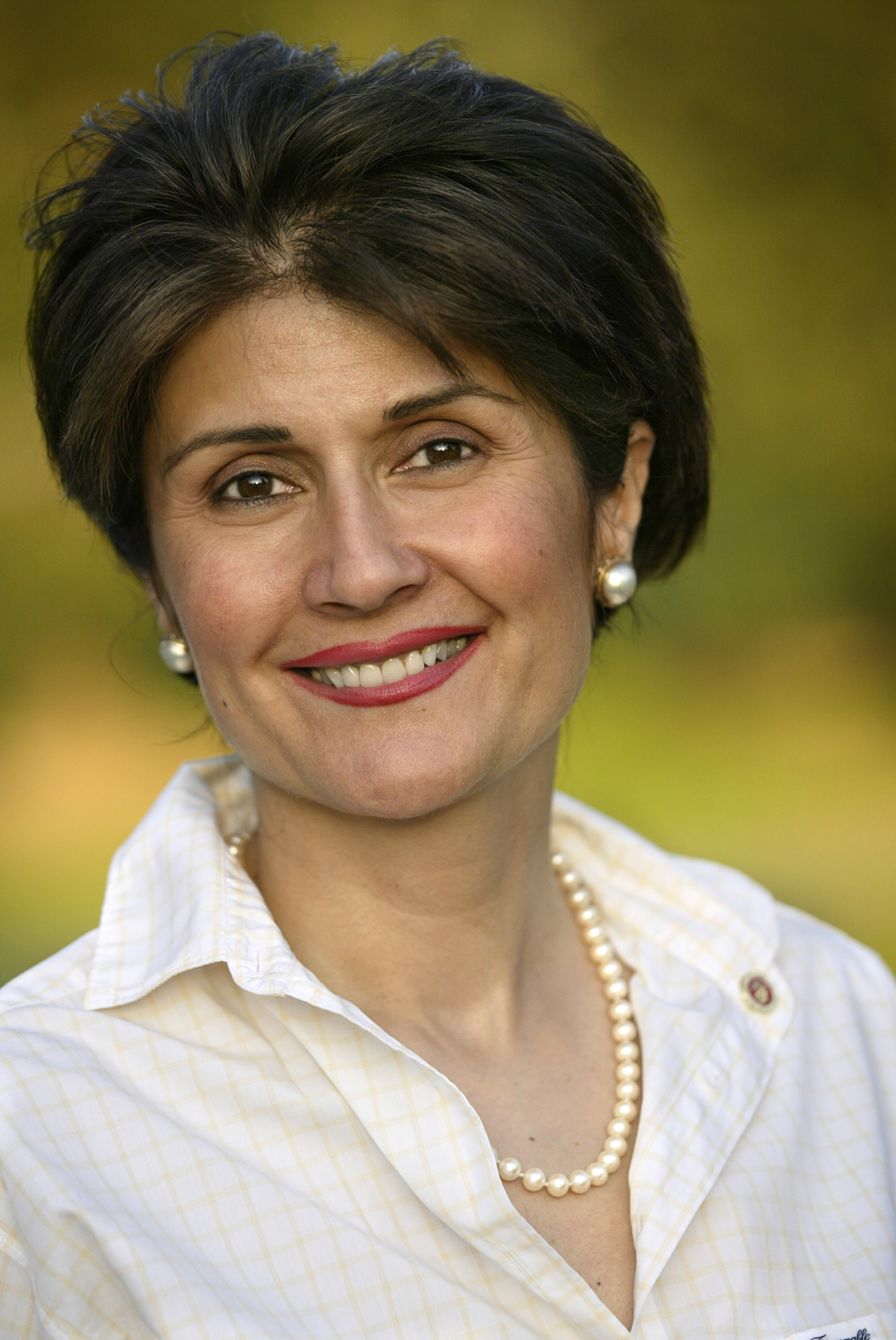